# روفوس الكسندر
روفوس الكسندر (بالإنجليزية: Rufus Alexander) هو لاعب كرة قدم أمريكية أمريكي، ولد في 12 أبريل 1983 في بريوكس بريدج في الولايات المتحدة.

## وصلات خارجية
- روفوس الكسندر على موقع مرجع كرة القدم المحترفة.كوم (الإنجليزية)